# بئر الدباغات (معان)
بئر الدباغات منطقة سكنية تقع في لواء الشوبك، محافظة معان في الأردن. تنتمي المنطقة لقضاء الشوبك الذي يضم 15 منطقة. يقدر عدد سكانها بـ 1584 نسمة حسب إحصاء 2015.

## الوصلات الخارجية
- دائرة الاحصاءات العامة